# Metrichia rona
Metrichia rona är en nattsländeart som först beskrevs av Oliver S. Flint Jr. 1991.  Metrichia rona ingår i släktet Metrichia och familjen smånattsländor. Inga underarter finns listade i Catalogue of Life.